# Werner Kluge
Werner Kluge, nemški general in vojaški zdravnik, * 5. junij 1879, † 16. junij 1949.